# Втрати 36-ї окремої бригади морської піхоти
У статті описано деталі загибелі бійців 36-ї окремої бригади морської піхоти.

## Поіменний перелік

### 2015
- 26 лютого 2015 року внаслідок снайперського обстрілу на посту в районі між смт Талаківка та окупованим селом Пікузи загинув військовослужбовець 36-ї бригади МП Напрягло Роман Дмитрович.
- 13 березня 2015 року трагічно загинув солдат 36-ї бригади МП Микола Жиганюк.
- 15 червня під час несення служби в смт Мангуш загинув молодший сержант Масний Сергій Анатолійович.[1]
- 25 серпня 2015 року загинув під час нічного артилерійського обстрілу терористами поблизу сіл Комінтернове — Лебединське Волноваського району матрос Федір Угрін — снаряд розірвався за 4 метри від нього.
- 1 вересня 2015 року загинув солдат Кучма Олег Олександрович, місце та обставини не уточнені.[2]

### 2016
- 10 травня 2016 — Савінов Едуард Володимирович. Загинув в боях за Широкине.
- 4 липня 2016 — Гончарук Василь Михайлович, старший матрос.
- 8 серпня 2016 — Простяков Сергій Сергійович, матрос.[3]

### 2017
- 8 січня 2017 року підірвалися на міні та загинули військовики 501-го батальйону МП 36-ї бригади МП — молодший сержант Микола Охріменко, Сергій Сонько та Сергій Трубін.[4]
- 16 лютого 017 року від кульового поранення поблизу с. Водяне Волноваського району внаслідок обстрілу взводного опорного пункту російськими терористами загинув молодший сержант Прончук Тарас Вікторович.
- 2 березня 2017 року під Маріуполем загинув вояк 36-ї бригади морської піхоти Олександр Вознюк.[5]
- 6 березня 2017 року загинув від кульового поранення, якого зазнав під час тригодинного бою поблизу с. Водяне, матрос Веремеєнко Олександр Юрійович.
- 30 квітня 2017 року під час виконання бойового завдання поблизу села Водяне зазнав смертельного поранення матрос Савлук Павло Валентинович.

### 2018
- 30 січня 2018 — під Талаківкою від кулі снайпера загинув старший матрос Артем Скупейко.[6]
- 14 лютого 2018 — в колишньому пансіонаті поблизу Широкиного (Волноваський район) в ранню пору вбито чотирьох військовослужбовців, коли вони спали. На тілі загиблих виявлено вогнепальні кульові поранення), а у приміщенні — ознаки приховання злочину (підпал та закладення вибухівки). Тоді загинули старший матрос Жовтобрюх Артем Олегович, матрос Новицький Андрій Юрійович, молодший лейтенант Бурданов Олександр Олександрович та старший матрос Литвиненко Валерій Володимирович. Слідчі встановили причетність до вбивства двох військовослужбовців, які служили разом із загиблими. Підозрювані у скоєному зізналися, проведений слідчий експеримент. Відомо, що злочин стався на ґрунті нестатутних відносин під час проходження військової служби.[7]
- 11 березня 2018 року під Широкиним загинув молодший сержант Олександр Швець.[8]

### 2019
- 1 липня 2019 — в передобідню пору під час виїзду на евакуацію пораненого поблизу с. Водяне (Волноваський район), санітарний автомобіль Hummer HMMWV був обстріляний з ПТРК. Внаслідок прямого влучення ракети водій Сергій Майборода загинув на місці. Смертельного поранення зазнала сержант Ірина Шевченко.
- 7 серпня 2019 року, внаслідок обстрілу в районі Павлополя загинули 4 військовослужбовці 36-ї бригади МП.[9]
- 12 серпня 2019 — Дашковець Дмитро Дмитрович, сержант.[10]
- 10 жовтня 2019 — Волк Юрій Володимирович, старший матрос. Загинув від кулі снайпера.[11]
- 11 жовтня 2019 — В'ячеслав Кубрак, прапорщик. Помер у Дніпровській обласній клінічній лікарні ім. І. І. Мечникова від поранень під Широкиним.
- 16 жовтня 2019 — Криль Степан Валерійович, старший матрос. Загинув під Водяним.[12]

### 2020
- 30 жовтня 2020 — Бондарюк Володимир Володимирович, сержант. Загинув неподалік с. Водяного.[13]
- 30 жовтня 2020 — Старостін Михайло Григорович, старший сержант. Загинув неподалік с. Водяного.[13]

### 2021
- 21 січня 2021 — Отрєп'єв Олександр Сергійович, старший матрос. Загинув поблизу с. Гнутове.[14]
- 19 березня 2021 — Грабар Андрій Володимирович, молодший сержант. Загинув під час масованого мінометного та гранатометного обстрілу позицій бригади поблизу с. Водяне.[15]

### 2022
- 28 лютого; старший матрос Мельник Олександр Анатолійович
- 12 березня 2022 — Царук Євгеній Володимирович.
- 12 березня 2022 — Радковський Сергій Васильович («Чех»), бойовий медик. Загинув в Маріуполі.[16]
- 12 березня 2022 — Кашубін Ярослав Ігорович.
- 17 березня 2022 — Барановський Ярослав Миколайович.
- 18 березня 2022 — Бабич Віктор Вікторович, молодший сержант.
- 18 березня 2022 — Рибальченко Інна Олексіївна.[17]
- 18 березня 2022 - Крикливий Юрій Петрович, 4.5.1982.Загинув  року під час артобстрілу міста Миколаїв[18].
- 19 березня 2022 — Пятка Віктор Анатолійович, капітан, командир десантно-штурмової роти.
- 22 березня 2022 — Щелинський Владислав Олексійович, старший лейтенант, командир 1-ї самохідної артилерійської батареї. м. Суми. Загинув під час оборони Маріуполя.[19]
- 22 березня 2022 — Сахацький Сергій Вікторович, матрос. Загинув під час оборони Маріуполя.[20][21]
- 22 березня 2022 — Сорока Олександр Рустемович, старший матрос, механік-водій. 31 серпня 1997, с. Благодатне, Черкаська область. Загинув під час оборони Маріуполя.[22][21]
- 22 березня 2022 — Торшин Володимир Володимирович, підполковник, командир самохідного артилерійського дивізіону. 21 березня 1987, м. Білгород-Дністровський. Загинув під час оборони Маріуполя.[23] Герой України (2023).[24]
- 22 березня 2022 — Коржов Олександр Юрійович, командир відділення керування самохідного артдивізіону.[21]
- Федорішин Євген, командир танкового взводу.[21]
- Дмитренко Андрій, навідник танку.[25][21]
- 23 березня 2022 — Довгодько Максим Сергійович, капітан, командир відділення. Зник безвісти.[26]
- 24 березня 2022 — Шрамко Дмитро Сергійович. 4 березня 1998, с. Байрак Кременчуцький район. Молодший сержант, командир відділення морської піхоти. Загинув під час оборони м. Маріуполя.[27][28][29]
- 24 березня 2022 — Чуча Олексій Юрійович, сержант.[30]
- 27 березня 2022 — Греба Андрій, головний сержант.
- 31 березня 2022 — Вовчок Дмитро. Загинув у збитому Мі-8.
- 1 квітня 2022 — Цимбал Максим Віталійович. 10 травня 1999, м. Олександрія. Загинув під час штурмової операції біля села Мирне Запорізької області.[31]
- 8 квітня 2022 — Опруненко Іван.[32]
- 8 квітня 2022 — Терлецький Олександр.[32]
- 8 квітня 2022 — Українець Сергій.[32]
- 8 квітня 2022 — Довгодько Максим Сергійович, молодший сержант, командир відділення.[32]
- 8 квітня 2022 — Цьона Іван. 31 рік.[33]
- 8 квітня 2022 — Харламов Назар.[32]
- 8 квітня 2022 — Іванов Володимир.[32]
- 11 квітня 2022 — Якубінський Владислав «Вулкан». Командир танкового батальйону.
- 11 квітня 2022 — Таран Ольга Олександрівна «Зима», фельдшер танкового батальону, намагалася врятувати пораненого Якубінського.[34]
- 12 квітня 2022 — Соскіда Андрій Сергійович «Адвокат». 36 років, м. Мукачево. Загинув в Маріуполі.[35][36]
- 12 квітня 2022 — Гавура Сергій Михайлович. 14.02.1979, с. Омельник. 1 ОБМП.[37][38]
- 12 квітня 2022 — Лозко Дмитро Олегович. 6 лютого 1988, м. Житомир. Загинув в Маріуполі.[39]
- 12 квітня 2022 — Булкін Костянтин. 22 червня 1997, с. Нижні Торгаї. Загинув під час прориву з оточеного металургійного заводу імені Ілліча в бік «Азовсталі».[40]
- 12 квітня 2022 — Федорчук Петро Юрійович, молодший сержант. Герой України.
- червень 2022 — Данченко Ельхан Теймурович, старший матрос.
- 28 липня 2022 - Чорноконь Євген Миколайович, майор, командир батальйону. Застрілений солдатом[41].
- 23 жовтня 2022 — Шалінський Єгор. Загинув у селищі Опитне, поблизу Донецького аеропорту.[42]

### 2023
- 26 січня 2023 - Гуменюк Павло Олександрович, Солдат, командир взводу, кулеметник. Загинув в м.Бахмут, Донецька область[43].
- 30 січня 2023 — Малофеєнко Павло Олексійович.
- 6 лютого 2023 - Гриценя Олександр Анатолійович, 28.09.1993, смт. Цумань Луцького району Волинської області. Загинув під час артобстрілу населеного пункту Водяне Донецької області[44].
- 13 червня 2023 — Дідух Богдан. 33 роки, м. Львів.[45]
- 21 червня 2023 — Березний Владислав («Ведмідь»), старший матрос. Потрапив у ДТП 15 червня, помер в Дніпропетровській обласній клінічній лікарні.[46]
- 28 червня 2023 — Цион Олександр, старший сапер-гранатометник. 19 липня 1991, м. Запоріжжя. Загинув поблизу села Левадне Запорізької області.[47]
- 18 жовтня 2023 — Криниченко Юрій Геннадійович («Лютий»). 5 червня 1982. Загинув на Херсонщині.[48][49]

### 2024
- 8 січня 2024 — Гаркуша Олександр. 55 років, м. Миколаїв. 11 квітня 2022 року він потрапив до полону в Маріуполі. Помер в місті Вязьма, що в Росії. Перебував у полоні в СІЗО № 2. Тіло передали в лютому.[50]
- 28 січня 2024 — Берестовський Олександр Миколайович. 39 років, с. Тіньки. Загинув в районі села Кринки Херсонської області.[51]
- 21 лютого 2024 — Глущенко Антон Ігорович, старший сержант, начальник ремонтної майстерні батальйону логістики. Загинув в районі села Чорнобаївка Херсонського району Херсонської області.[52]
- 21 лютого 2024 — Гнип Микола Васильович. Загинув у селі Чорнобаївка Херсонської області внаслідок ракетного обстрілу.[53]
- 6 червня 2024  - Григорчук Олександр Григорович, сапер. Загинув поблизу н.п. Вовчанськ Харківської обл[54].
- 12 червня 2024 — Щетінін Максим, командир відділення. 44 роки. Загинув в районі села Вовчанські Хутори Харківської області.[55]
- 1 серпня 2024 — Прокопенко Євген Володимирович, старший сержант. 30.07.1981 р.н, Буча. Загинув в Тихому.[56]
- 9 листопада 2024 — Любомир Ляльчук.[57]
- 9 листопада 2024 — Перета Денис Русланович, старший сержант, командир танкового екіпажу. 13.01.2000 р.н. Загинув біля населеного пункту Свердликово Курської області.[58]

### 2025
- 5 серпня 2025  -  Володимир Труш, Молодший сержант. Загинув на Донеччині в районі населеного пункту Предтечине під час виконання бойового завдання[59].